# Feuerwehrbrunnen (Berlin-Kreuzberg)
Der Feuerwehrbrunnen auf dem Mariannenplatz in Berlin-Kreuzberg besteht aus einem flachen Wasserbecken und einer Skulpturengruppe von Kurt Mühlenhaupt (1921–2006), mit der die Tätigkeit der Feuerwehr humorvoll dargestellt wird. Er ist der Nachfolger eines früheren Feuerwehrbrunnens mit allerdings ernstem Motiv an dieser Stelle.

## Erster Feuerwehrbrunnen und ein Folgerelief

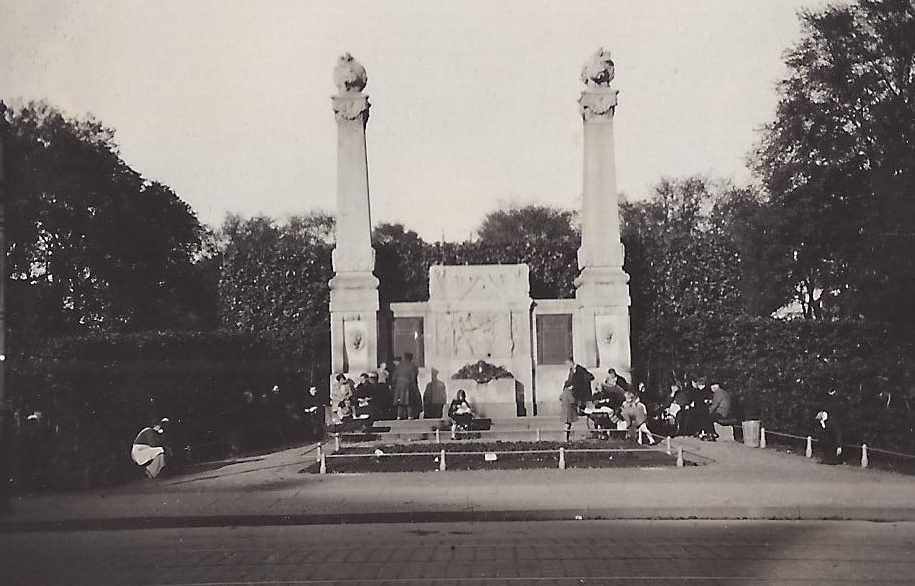
Feuerwehrbrunnen 1929

Der erste Feuerwehrbrunnen wurde am 17. November 1902 enthüllt. Das Denkmal galt dem oft gefahrvollen Dienst der Feuerwehrleute und den Opfern, die sie bringen mussten. Der langjährige Berliner Stadtbaurat Ludwig Hoffmann (1852–1932) hatte die Anlage entworfen, der Friedenauer Bildhauer Valentino Casal hatte die Arbeiten ausgeführt. Der Gedenkbrunnen bestand aus einem vier Meter hohen Mittelteil mit Kenotaph, seitlich flankiert von zwei Pylonen aus Marmor. Reliefs am Kenotaph zeigten dramatische Szenen aus dem Arbeitsleben der Feuerwehrleute, der Bildhauer war August Vogel (1859–1932). Das Brunnenwasser floss aus zwei Löwenköpfen. Die Einweihungsfeier fand in Anwesenheit zahlreicher hochrangiger Vertreter der Stadtverwaltung, der Polizei, von Ministerien und Medizinern sowie einer Abordnung der nahegelegenen Feuerwache. Auch Hinterbliebene von im Einsatz gestorbenen Feuerwehrleuten nahmen an der Zeremonie teil sowie zahlreiche Vertreter Freiwilliger Feuerwehren aus dem gesamten Berliner Raum und den Vororten. Die Festrede hielt der Berliner Oberbürgermeister Martin Kirschner.
Im Jahr 1958 wurde der im Zweiten Weltkrieg stark beschädigte Brunnen abgerissen. Stattdessen entstand im Jahr 1960 ganz in der Nähe an der Waldemarstraße ein Relief mit stilisierten Flammen zum Gedenken an die Toten der Berliner Feuerwehr.

## Zweiter (und heutiger) Feuerwehrbrunnen

### Wettbewerb
Im Jahr 1978 begannen auf dem Mariannenplatz umfangreiche Umbau- und Verschönerungsmaßnahmen. In diesem Zusammenhang schrieb das Tiefbauamt Berlin-Kreuzberg im Juni desselben Jahres einen Entwurfswettbewerb für einen Brunnen im südlichen Bereich des Platzes aus. An dem Wettbewerb beteiligten sich sieben Künstler, deren Entwürfe im Künstler- und Veranstaltungshaus Bethanien öffentlich ausgestellt wurden. Die Mehrzahl der Besucher entschied sich für den Vorschlag Mühlenhaupts, ebenso die zehnköpfige Fachjury.
Baubeginn für den Brunnen war im März 1980, am 24. Oktober 1981 wurde die Anlage in Betrieb genommen. Die Kosten betrugen 697.000 Mark (kaufkraftbereinigt in heutiger Währung: rund 861.840 Euro).

### Beschreibung und Nutzung

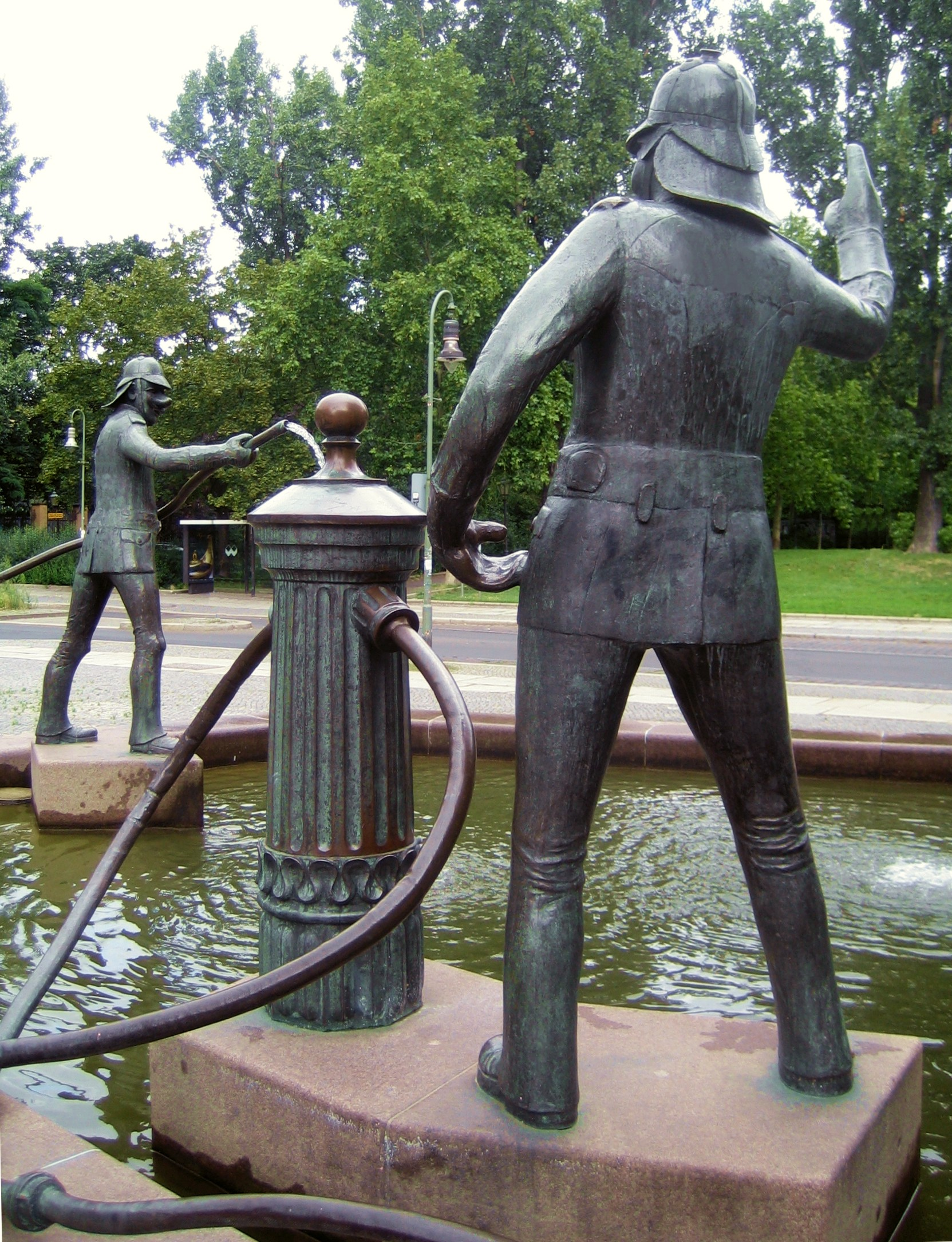
Teilansicht des Brunnens

Auf der halbkreisförmigen Fläche zwischen der Waldemarstraße, die den Platz durchquert, und der südlichen Platzrandbebauung liegt das achteckige Brunnenbassin aus rosafarbenem schwedischem Granit, etwa zehn Meter lang. Drei Figuren von Feuerwehrleuten stehen auf flachen Sockeln im Wasser, sie sind leicht überlebensgroß und aus Bronze. Der Kommandeur ist mit befehlender Geste am Hydranten postiert, zwei Feuerwehrleute stehen einander gegenüber und halten die bronzenen Schläuche, jeder von ihnen leitet einen Wasserstrahl ins Zentrum des Bassins. Die Figuren und die Szene insgesamt wirken, der Absicht des Künstlers entsprechend, etwas karikiert, dazu tragen auch die übergroßen Nasen der Akteure bei. Der Feuerwehrbrunnen war die erste Arbeit des Malers Mühlenhaupt mit großformatigen plastischen Elementen.
An der Außenwand des Beckens wies ein Schild auf den Künstler des Brunnens hin. Nachdem das Schild zu Beginn des 21. Jahrhunderts verschwunden ist, stellte die SPD-Bezirksverordnete Sevim Aydin einen Antrag, dort ein neues Schild anzubringen.
Das Bezirksamt führt zusammen mit anderen Organisationen rund um diesen Springbrunnen jährlich mehrere Feste (u. a. Brunnenfest, Myfest, Sommerfest, Weihnachtsmarkt) durch.
In einer Beratungsvorlage aus dem Jahr 2009 heißt es, dass „der Dorfcharakter des Brunnenplatzes erhalten bleiben und (weiterhin) für öffentliche Veranstaltungen genutzt werden soll“.

### Mühlenhaupt über seine Arbeit
In seinen Lebenserinnerungen schrieb Kurt Mühlenhaupt über den Brunnen:

„[…] In der Mitte des Platzes sollte ein kleiner Teich entstehen, von dem sich links und rechts zwei Feuerwehrleute gegenseitig bespritzen. So ein bißchen Ulk konnte ja nicht schaden. Außerdem sollte er sich den alten Häusern anpassen. Und dann dachte ich auch an die Kinder, sie brauchen Erlebnisse. Ein Feuerwehrmann muß vorher schon riechen, wo es brennt, dachte ich. Dafür braucht er eine große Nase […] So bastelte und werkelte ich ein ganzes Jahr. Ich besorgte mir Material aus den Museen und schuf Feuerwehrleute in Phantasieuniformen, wie sie etwa vor hundert Jahren aussahen. Die Häuser rundum stammten ja schließlich auch aus der Zeit. […] Für mich stand schon lange fest, die Kinder hier in dieser Ecke kriegen einen Feuerwehrbrunnen. […] Ich sehe, daß ihn die Kinder angenommen haben, denn die dunkle Bronze ist vom Rumhangeln an Armen und Nasen blitzblank und schimmert golden in der Sonne.“

## Der Brunnen in den Medien
Der Brunnen ist in der ersten Folge der Serie Liebling Kreuzberg (1986) zu sehen.